# ロト・モリル
ロト・マイリック・モリル（Lot Myrick Morrill, 1813年5月13日 - 1883年1月10日）は、アメリカ合衆国の政治家。メイン州知事とアメリカ合衆国財務長官を務めた。

## 生涯

### 青年期
1813年、モリルはメイン州ベオグラードにおいて、ピースリー・モリルとナンシー・モリルの息子して誕生した。モリルは地元の学校に通いながら、製材工場と雑貨店で学費を稼いだ。その後モリルはウォーターヴィル大学（現在のコルビー大学）で法律を学び、1839年にメイン州から弁護士の認可を受けた。そしてモリルはメイン州オーガスタで弁護士業を開業し、主に政治的問題に関与した。

### 議会議員時代

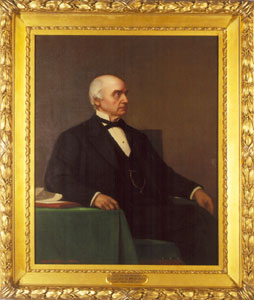
ロト・モリルの肖像画

1854年、モリルは民主党からメイン州上院議員に選出された。モリルは奴隷制度の拡張に反対の立場をとり、1855年に奴隷制度への考え方の違いから民主党を離党した。同年、モリルは共和党から再びメイン州上院議員に選出されると、メイン法として知られるメイン州での禁酒法を撤廃することに強く反対し、モリルの存在を州内に広く知らしめた。
モリルは1856年まで上院議員を務めた後、1857年にメイン州知事に選出された。そして1861年、モリルは辞職したハンニバル・ハムリンに代わってアメリカ合衆国上院議員に選出されるとメイン州知事を辞任し、1869年までその議席に就いた。そして1869年にハムリンが上院議員に復帰すると、今度はウィリアム・フェッセンデンの死亡によって空席となった上院の議席に就いた。
モリルは第38回と第39回の議会において上院臨時費監査委員会の議長を務めた。また第39回の議会では上院コロンビア特別区委員会の議長も務めた。第40回、第41回、第43回、第44回では上院歳出委員会の議長を、第41回、第42回の議会では上院図書館委員会の議長を務めた。

### 財務長官時代
1876年、ユリシーズ・グラント大統領がモリルに財務長官への就任を要請すると、モリルはそれを受諾した。モリルはグラント大統領から陸軍長官への就任も打診されていたが、それについては断った。
モリルの財務長官就任当時、合衆国では南北戦争期に大量発行された緑背紙幣の処理と、金本位制への復帰が主要な経済問題となっていた。モリルは、前任の財務長官ベンジャミン・ブリストウと同様に金本位制を主張し、「無償還公債や不換紙幣は、憲法との間に本質的矛盾を抱えている」と指摘した。モリルのこの主張は低額紙幣が多く流通していた南部や西部において良い評判を得られなかったが、1876年の年次報告において「1879年には金に裏付けされた通貨が導入されるだろう」との予測を発表し、金の蓄積を開始した。

### 晩年
1877年、モリルはグラント大統領の任期満了に伴って財務長官を退任すると、メイン州に戻り、ポートランドの海港で関税の徴税人となった。
そして1883年、モリルはメイン州オーガスタで死去した。モリルの遺体は同市内のフォレスト・グロウヴ墓地に埋葬された。